# Christian Lautenschlag
Christian Lautenschlag (geboren 1949) ist ein deutschsprachiger Schriftsteller und Übersetzer, der in den 1980er Jahren unter dem Namen Marockh Lautenschlag vier Bücher und mehrere Kurzgeschichten veröffentlichte. Dem Lexikon der Science Fiction Literatur zufolge verwendete Lautenschlag ein weibliches Pseudonym, um seine ersten Bücher als Frauenliteratur veröffentlichen zu können. So erschienen der Erzählband Der Wald, der Gedichtband Artemis ging zur Jagd, der Fantasy-Roman Araquin und schließlich der Science-Fiction-Roman Sweet America in Frauenbuchverlagen.
Für seine Übersetzung von Connie Willis’ Roman To Say Nothing of the Dog (deutsch als Die Farben der Zeit oder ganz zu Schweigen von dem Hunde und wie wir des Bischofs Vogeltränke schließlich doch fanden) wurde er 2002 mit dem Kurd-Laßwitz-Preis ausgezeichnet.
Seine Kurzgeschichten Niemand außer dir und Ich komme aus meinen Schwingen heim waren 1986 bzw. 1998 für den Kurd-Laßwitz-Preis nominiert.

## Bibliografie
Buchveröffentlichungen
- Der Wald und andere Erzählungen. Zeichnungen von Daniela M. Sippel. Frauenbuchverlag Cronberger, Frankfurt am Main 1980, ISBN 3-922764-00-2.
- Artemis ging zur Jagd : Gedichte, Prosa. Medea-Frauenverlag, Frankfurt am Main 1981, ISBN 3-922764-01-0.
- Araquin. Medea-Frauenverlag, Frankfurt am Main 1981, ISBN 3-922764-03-7
- Sweet America. Medea-Frauenverlag, Frankfurt am Main 1983, ISBN 3-922764-07-X

Kurzgeschichten
- Bru. In: Friedel Wahren (Hrsg.): Isaac Asimovs Science Fiction Magazin 16. Folge. Heyne SF&F #3940, 1982, ISBN 3-453-30866-2.
- Hang Down Your Head, Tom Dooley. In: Wolfgang Jeschke (Hrsg.): Science Fiction Story Reader 21. Heyne SF&F #4041, 1984, ISBN 3-453-30983-9.
- Niemand außer dir. In: Wolfgang Jeschke (Hrsg.): Venice 2. Heyne SF&F #4199, 1985, ISBN 3-453-31174-4.
- Die langen Stunden vor der Dunkelheit. In: Wolfgang Jeschke (Hrsg.): Langsame Apokalypse. Heyne SF&F #4325, 1986, ISBN 3-453-31319-4.
- Tiger. In: Wolfgang Jeschke (Hrsg.): Schöne nackte Welt. Heyne SF&F #4380, 1987, ISBN 3-453-31375-5.
- Es kommt der Pan. In: Wolfgang Jeschke (Hrsg.): Wassermans Roboter. Heyne SF&F #4513, 1988, ISBN 3-453-02768-X.
- Ich komme aus meinen Schwingen heim. In: Wolfgang Jeschke (Hrsg.): Die letzten Bastionen. Heyne SF&F #5880, 1998, ISBN 3-453-12659-9.